# Сатурнија (Гросето)
Сатурнија (итал. Saturnia) је насеље у Италији у округу Гросето, региону Тоскана.
Према процени из 2011. у насељу је живело 292 становника. Насеље се налази на надморској висини од 288 м.